# Mont Paektu
El Mont Paektu (també conegut com a Golmin Šanggiyan Alin i Mont Changbai) és un volcà situat a la frontera entre la Xina i Corea del Nord. Amb 2744 metres és el punt més alt de la serralada Changbai i de la Península de Corea. Al cim de la muntanya s'hi troba un llac de cràter conegut com a Llac del Paradís. Va ser formada per una erupció l'any 946, probablement una de les més potents dels darrers 5000 anys juntament amb l'erupció minoica. Tan el volcà com la caldera son indrets sagrats per nord i sud-coreans.